# Obras de Eliseu Visconti no Theatro Municipal do Rio de Janeiro

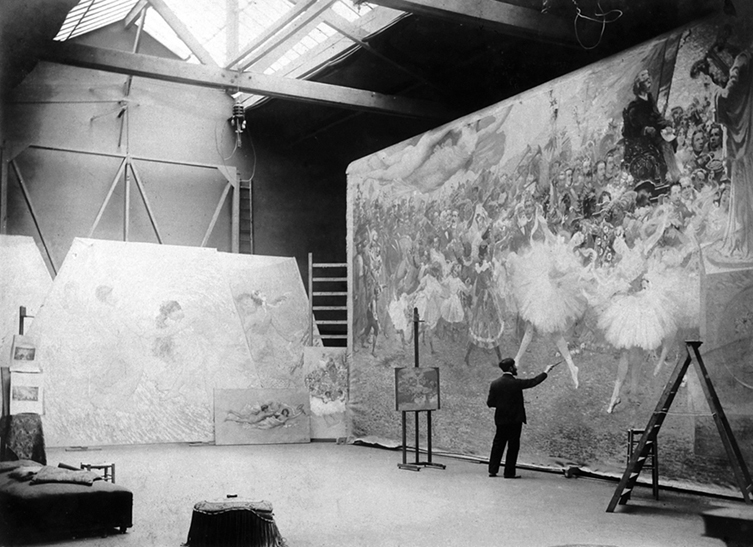
Eliseu Visconti pintando o pano de boca do Theatro Municipal do Rio de Janeiro em 1907

As obras de Eliseu Visconti no Theatro Municipal do Rio de Janeiro integram diversas partes daquele que é o maior teatro da cidade do Rio de Janeiro, sendo o artista considerado o principal decorador do Theatro Municipal.  Dentre as obras de Eliseu Visconti nele presentes, constam as decorações internas do foyer, a pintura do pano de boca e até mesmo uma pintura descoberta apenas no ano de 2016.

## Obras

### Foyer

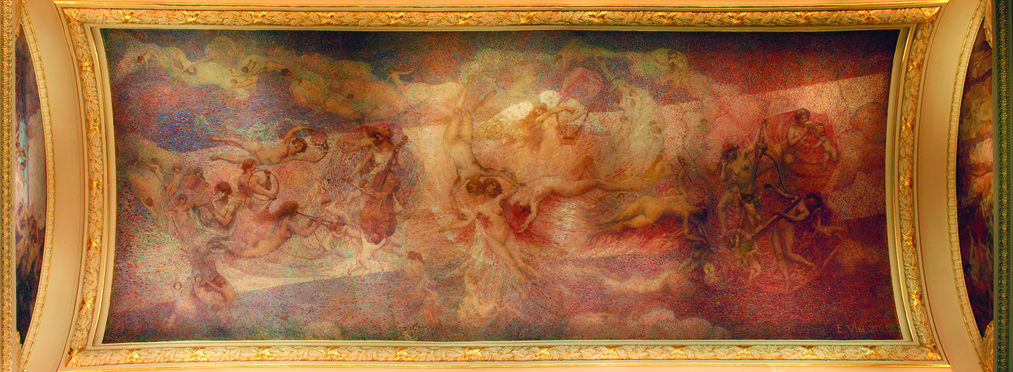
A Música - Painel Central do Foyer do Theatro Municipal do Rio de Janeiro - 7 x 16 m - 1916

A pintura do foyer do Theatro Municipal foi ofertada mediante um concurso ao final de 1912, quando concorreram Eliseu Visconti e Rodolpho Amoedo. Visconti apresentou um estudo a óleo que acabou sendo selecionado, de acordo com documentos, “dada a superioridade da concepção do conjunto”.
| “                  | Verdadeira música de cores, de tons harmoniosos, impecável desenho e elegante linha de composição, revela tal segurança e maestria na fatura, sem uma hesitação, com uma sensibilidade tão inspirada e comunicativa, que pode, sem exagero, ser comparada ao que de melhor no gênero tenha sido produzido no mundo contemporâneo. | ” |
| — Frederico Barata | |   |

### Pano de boca

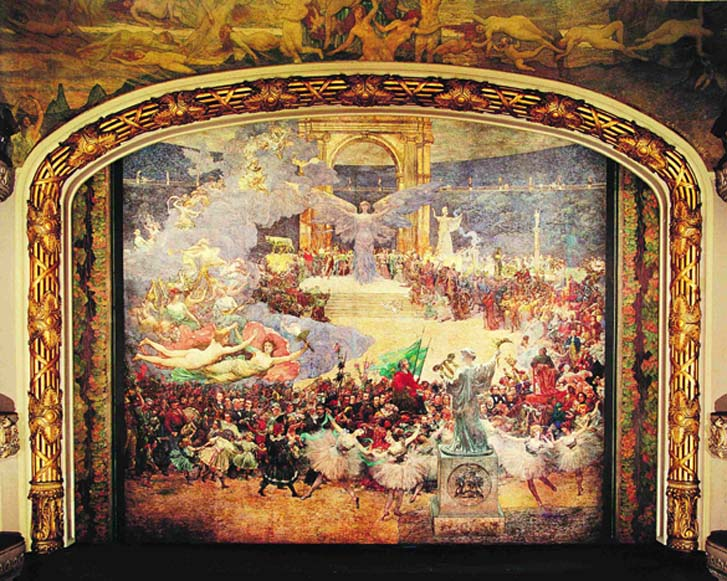
Pano de boca do Theatro Municipal do Rio de Janeiro, A Influência das Artes sobre a Civilização.

Devido às dimensões da obra, um pano de boca com 12 metros de altura por 13 metros de largura, este trabalho de Eliseu Visconti teve que ser dividido em três partes distintas. Visconti viajou a Paris para tal trabalho, em maio de 1906, e alugou o atelier que havia pertencido a Puvis de Chavannes, em Neuilly-sur-Seine, no Boulevard du Chateau nº 38. Lá, Visconti eve como um de seus assistentes o pintor Helios Seelinger.

### Plafond

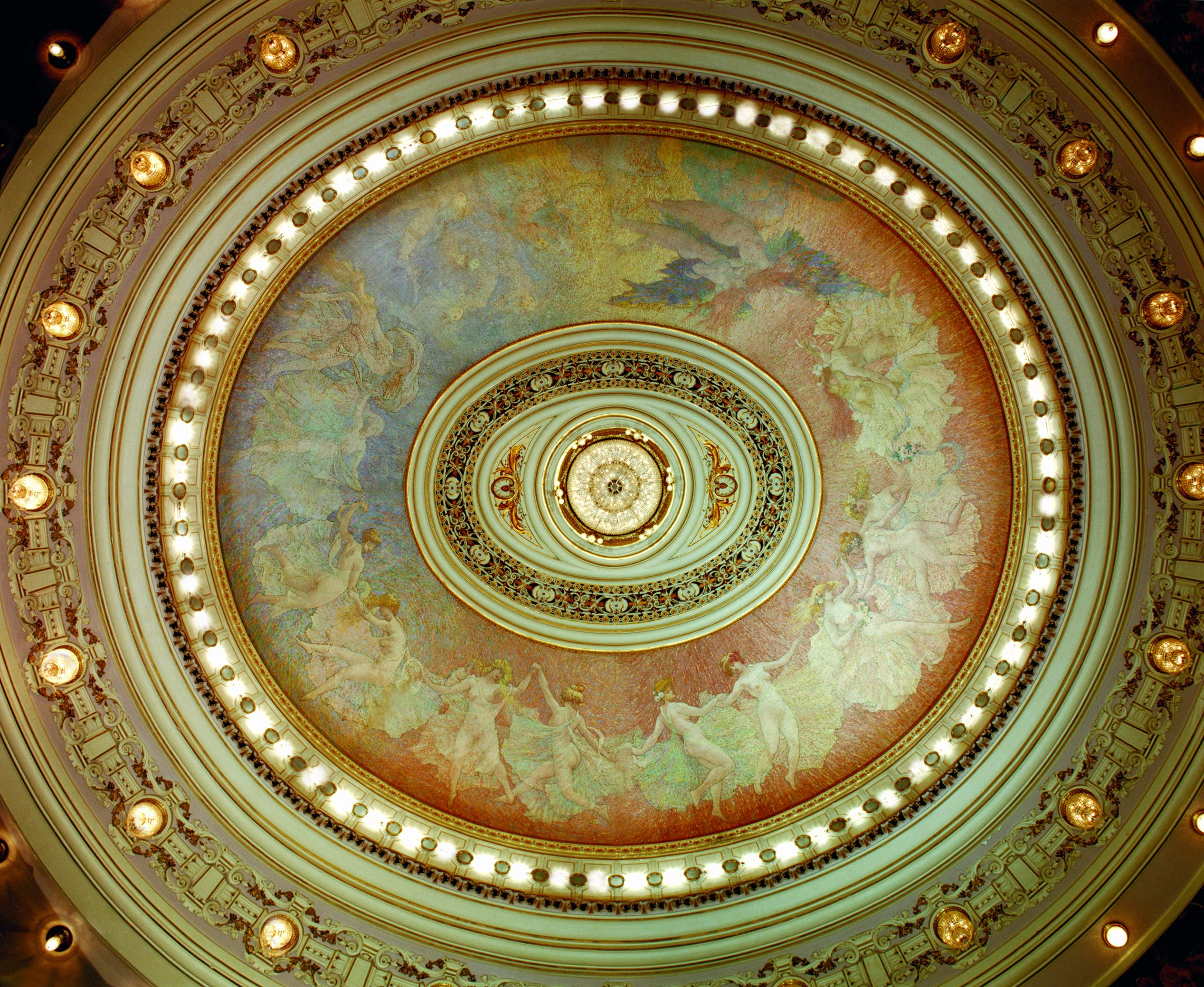
A Dança das Horas - Teto sobre a plateia do Theatro Municipal do Rio de Janeiro - 14,6 m maior eixo - 1908

Na decoração do plafond, Visconti realizou uma pintura de teto denominada "A Dança das Horas", na qual adotou o estilo pontilhista ao lado de um sinuoso e elegante linearismo botticelliano.

### Painel do proscênio

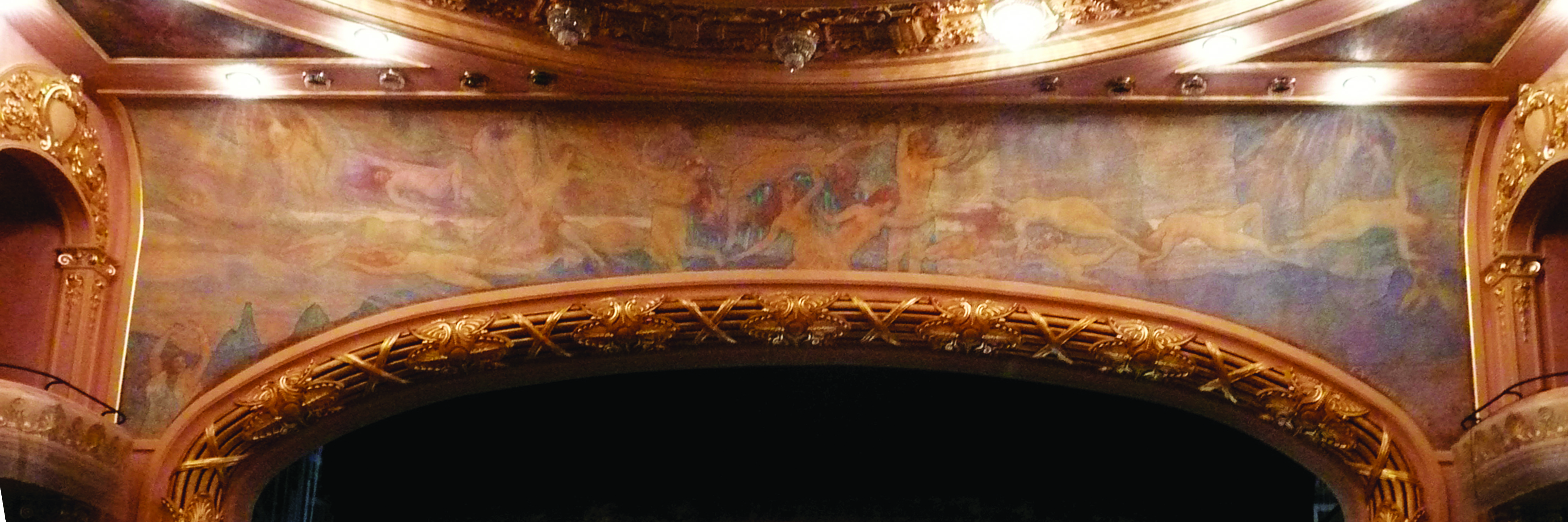
As Nove Musas Recebem as Ondas Sonoras, friso sobre o proscênio do Theatro Municipal, 1936.

A pintura óleo sobre tela nomeada como A poesia e o amor afastando a virtude do vício  está instalada acima do palco na boca de cena do Theatro, originalmente media quinze metros de comprimento. Visconti executou esta obra junto com  o pano de boca entre os anos de 1905 e 1907, em Paris. A pintura foi substituída por outra pintura em 1936, As Nove Musas Recebem as Ondas Sonoras, quando a boca de cena do Theatro foi alargada. O próprio Visconti executou o novo um novo friso, com quatro metros a mais, desta vez em seu ateliê da  Avenida Mem de Sá, no Rio de Janeiro.

### Descobertas
No ano de 2016 funcionários da Fundação Teatro Municipal do Rio de Janeiro constataram que uma obra no interior do Theatro Municipal do Rio de Janeiro, de autoria até então desconhecida, era uma na verdade um pintura de Eliseu Visconti sem assinatura. A pintura decora o teto da antessala do Camarote do Governador e sua comprovação surgiu ao examinar cartas do pintor trocadas com o então diretor do Municipal, Roberto Doyle Maia, em 1933.